# Cirrhochrista seminivea
Cirrhochrista seminivea is een vlinder uit de familie van de grasmotten (Crambidae). De wetenschappelijke naam van deze soort is voor het eerst voorgesteld door Michael Seizmair in een publicatie uit 2021.
Deze soort komt voor in Oman. De ontdekking van deze soort in het district Dhofar betrof de eerste waarneming van een Cirrhochrista-soort op het Arabisch schiereiland.